# Le Petit Train des Schtroumpfs
Le Petit train des Schtroumpfs est la trente-septième histoire de la série Les Schtroumpfs de Peyo. Elle est publiée pour la première fois dans le journal Schtroumpf !, puis dans l'album L'Étrange Réveil du Schtroumpf paresseux en 1991,.

## Résumé
Le Schtroumpf bricoleur invente un train qui permet aux Schtroumpfs de ramener facilement la cueillette de la forêt au village. Après plusieurs jours de travaux, la ligne de train est inaugurée dans la forêt.
Mais Gargamel, qui effectue également la cueillette pour une nouvelle expérience, tombe par hasard sur cette nouvelle invention et tente d'en profiter pour détourner le convoi de train chez lui.
Le Grand Schtroumpf, revenant de voyage chez le mage Homnibus, part sauver les Schtroumpfs chez Gargamel. Il les délivre et tous prennent la fuite. Le sorcier les poursuit en pensant que le chemin de fer le conduira au village alors qu'il tourne en rond dans la forêt.